# Baronissi
Baronissi is een gemeente in de Italiaanse provincie Salerno (regio Campanië) en telt 15.746 inwoners (31-12-2004). De oppervlakte bedraagt 17,8 km², de bevolkingsdichtheid is 889 inwoners per km².

## Demografie
Baronissi telt ongeveer 5688 huishoudens. Het aantal inwoners steeg in de periode 1991-2001 met 16,5% volgens cijfers uit de tienjaarlijkse volkstellingen van ISTAT.
| Jaar | Inwoneraantal |
| ---- | ------------- |
| 1991 | 13.070        |
| 2001 | 15.226        |

## Geografie
Baronissi grenst aan de volgende gemeenten: Castiglione del Genovesi, Cava de' Tirreni, Fisciano, Mercato San Severino, Pellezzano, Salerno.
Frazioni in de gemeente: Sava, Acquamela, Antessano, Saragnano, Caprecano, Fusara, Orignano, Aiello, Capo Saragnano, Casal Barone, Casal Siniscalco.